# Novonukutskij
Novonukutskij (in russo Новонукутский?) è un villaggio della Russia, situato nell'oblast' di Irkutsk; è il centro amministrativo del distretto Nukutskij.
Si trova sul fiume Zalarinka (che sfocia nel bacino di Bratsk), circa 200 km (in linea d’aria) a nord-ovest di Irkutsk.